# Oberster Rat für das Gerichtswesen

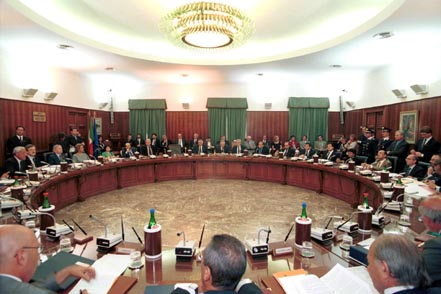
Plenarsitzung des CSM (1999)

Der Consiglio Superiore della Magistratura (CSM; deutsch: Oberster Rat für das Gerichtswesen, auch Oberster Gerichtsrat) ist das Selbstverwaltungsorgan der italienischen Richter und Staatsanwälte, die in der ordentlichen Gerichtsbarkeit tätig sind. 
Der Amtssitz des CSM befindet sich im Palazzo dei Marescialli an der Piazza dell’Indipendenza in Rom.

## Besetzung
Der Rat besteht aus 24 gewählten Mitgliedern (zu zwei Dritteln von der Richterschaft gewählt, zu einem Drittel vom Parlament in gemeinsamer Sitzung) und drei Mitgliedern von Rechts wegen: dem Präsidenten der Republik, dem Präsidenten des Kassationsgerichtshofes und dem Generalprokurator beim Kassationsgerichtshof.
Vorsitzender ist der italienische Staatspräsident. Die Mitglieder des CSM wählen aus ihrer Mitte einen stellvertretenden Vorsitzenden, der die Leitung der Sitzungen und der Amtsgeschäfte übernimmt, sofern der Staatspräsident darauf verzichtet.

## Organisation und Zuständigkeiten
Das italienische Justizministerium übernimmt im Bereich der ordentlichen Gerichtsbarkeit nur organisatorische Aufgaben. Richter und Staatsanwälte unterstehen nicht dem Justizministerium, sondern ihrem Selbstverwaltungsorgan CSM. In Ausübung ihres Amtes sind Richter unabhängig, die Exekutive hat gegenüber den Staatsanwälten kein Weisungsrecht. Die Richter und Staatsanwälte der Verwaltungs-, Finanz- und Militärgerichtsbarkeit haben eigene Selbstverwaltungsorgane, die nach dem Vorbild des CSM organisiert sind.
Der CSM ist insbesondere zuständig für die Auswahl und die Einstellung von Richtern und Staatsanwälten der ordentlichen Gerichtsbarkeit sowie für deren Versetzung und Beförderung. Er kann auch Disziplinarmaßnahmen ergreifen. Die Arbeit des CSM erfolgt im Plenum oder in acht Fachausschüssen, einer Haushaltskommission und einer Disziplinarsektion. Der CSM wird unterstützt von nachgeordneten Justizräten in den Appellationsgerichtsbezirken. Zur Aus- und Fortbildung von Richtern und Staatsanwälten unterhält der CSM zusammen mit dem Justizministerium die Scuola superiore della magistratura.

## Geschichte
Nach der Einigung Italiens im Jahr 1861 waren die Richter und Staatsanwälte nur formal von der Regierung unabhängig. 1880 wurde beim Justizministerium eine Kommission eingerichtet, die aus vier Richtern und einem Staatsanwalt des Kassationsgerichts Rom bestand und den Justizminister bei anstehenden Beförderungen und Versetzungen von Richtern und Staatsanwälten beriet. Mit Gesetz vom 14. Juli 1907 wurde der Consiglio Superiore della Magistratura als Beratungsorgan errichtet. Die Hälfte seiner Mitglieder wurde zunächst von höchsten Richtern und Staatsanwälten gewählt, die übrigen von der Regierung ernannt. Von 1912 bis 1921 und von 1923 bis 1946 ernannte die Regierung jedoch sämtliche Mitglieder des CSM.
Mit dem Ende des Faschismus, der Abschaffung der Monarchie und der neuen republikanischen Verfassung von 1948 wurden die Grundlagen für den CSM in seiner heutigen Form geschaffen. Ursprünglich plante die Verfassunggebende Versammlung die Wahl aller Mitglieder ausschließlich durch Richter und Staatsanwälte. Um einer völligen Verselbständigung entgegenzuwirken, entschied man sich schließlich dafür, ein Drittel der Mitglieder vom Parlament wählen zu lassen. Da die Entscheidungen über Aufgaben und Zusammensetzung des CSM sehr umstritten waren, kam es bei der Umsetzung der verfassungsrechtlichen Vorgaben zu erheblichen Widerständen und Verzögerungen. Das Gesetz über die Errichtung des CSM als Selbstverwaltungsorgan trat erst 1958 in Kraft. Da es nicht in jeder Hinsicht den ursprünglichen Absichten der Verfassungsväter entsprach und sogar der Versuch unternommen worden war, die Selbstverwaltungskompetenzen auszuhöhlen, hob das Verfassungsgericht 1963 Teile des Gesetzes auf. 1967 erfolgte schließlich die Novellierung des Gesetzes, womit der CSM eine solide Arbeitsgrundlage erhielt.

## Dienstsitz
Der Palazzo dei Marescialli wurde 1937 und 1938 an der nordöstlichen Ecke der Piazza dell’Indipendenza als Dienststelle und Offizierskasino für die Marschälle von Italien errichtet. Seinerzeit dienten die Räumlichkeiten im Erdgeschoss für Versammlungen, Veranstaltungen und Seminare sowie als Lesesaal, im Piano nobile befanden sich die Büros der Marschälle. Im Innenhof wurde eine Statue von Julius Caesar platziert. Das Gebäude blieb nach dem Zweiten Weltkrieg verwaist, bis am 15. Februar 1962 der CSM einzog.
Rund 50 Meter nördlich befindet sich die Deutsche Botschaft.